# Сатул-Векі
Сатул-Векі (рум. Satul Vechi) — село у повіті Телеорман в Румунії. Входить до складу комуни Дрекшеней.
Село розташоване на відстані 89 км на захід від Бухареста, 34 км на північний захід від Александрії, 97 км на схід від Крайови.

## Населення
За даними перепису населення 2002 року у селі проживала 161 особа, усі — румуни. Усі жителі села рідною мовою назвали румунську.